# تنانين في الحفلة (رواية)
رواية تنانين في الحفلة (بالإنجليزية: Dragons at the Party)‏ هي رواية للكاتب الأسترالي جون كليري. نشرت عام 1987.